# Svébové

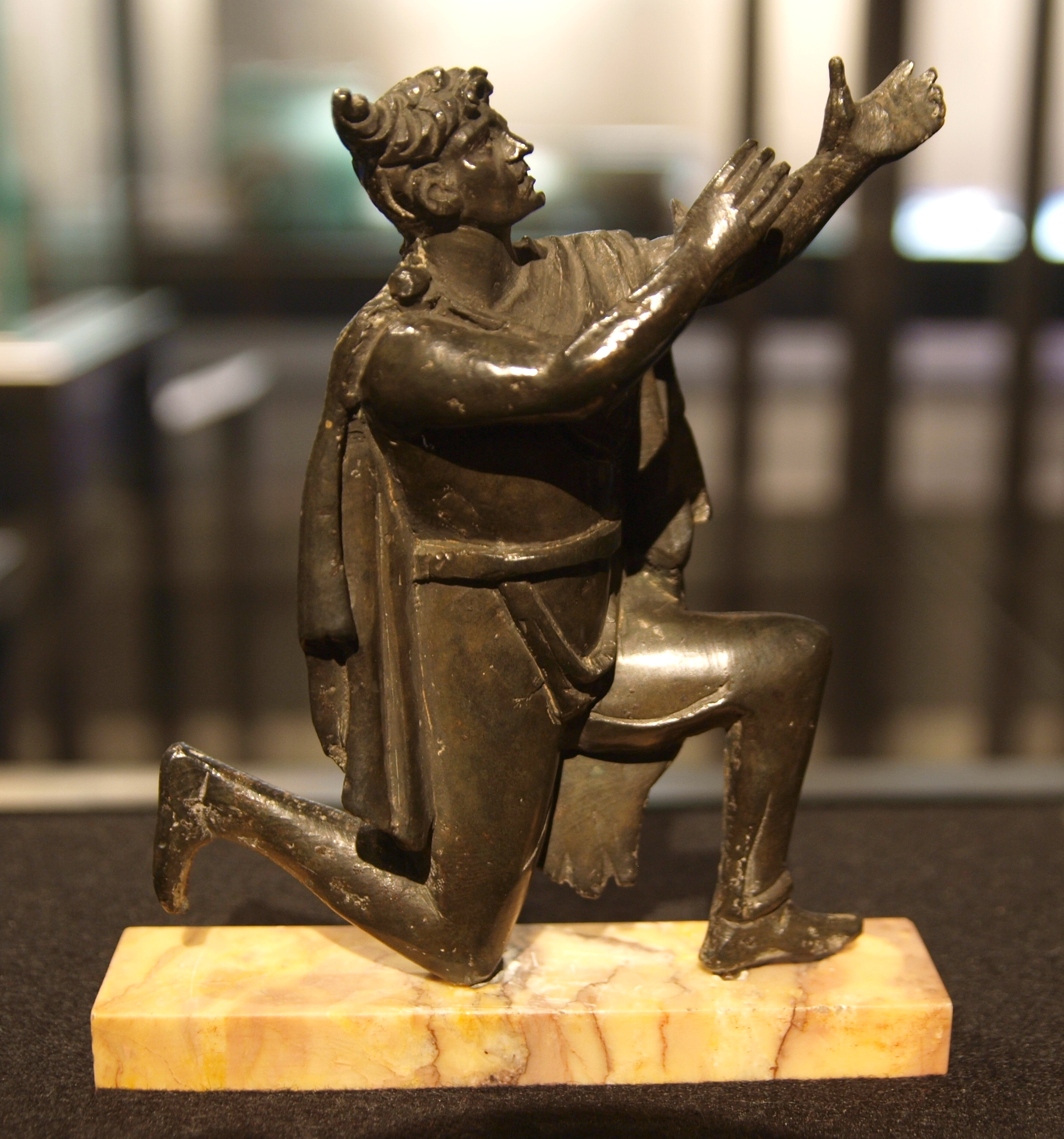
Římská bronzová soška germánského muže s vlasy upravenými do svébského uzlu

Svébové, také Svévové nebo Suebové (případně Švábové), byli velká skupina příbuzných germánských kmenů, mezi které patřili Markomani, Kvádové, Hermunduři, Semnoni, Langobardi a další, někdy, včetně podskupin, jednoduše označovaní jako Svébové.

## Etymologie
Etymologové jako původ pojmenování kmene Svébu uváději protogermánský výraz *swēbaz na základě protogermánského kořene *swē-, který je v reflexivním zájmenu ve třetí osobě, což označuje jako „vlastní lidé“, z dřívějšího indoevropského kořene *swe- (polsky swe, swój, swoi, latinsky sui, italsky suo, vždy znamená „svůj“). V nejširším slova smyslu jsou Svébové spojováni s ranou germánskou kmenovou skupinou Herminonů, zmiňovanou klasickými autory. Začátkem 1. století př. n. l. se svébské kmeny přesouvaly jihozápadně od Baltského moře a Labe. přičemž docházelo ke střetům s Římany. Římané také Baltské moře nazývali latinsky Mare Suebicum.

## Dějiny

### Svébové v Germánii

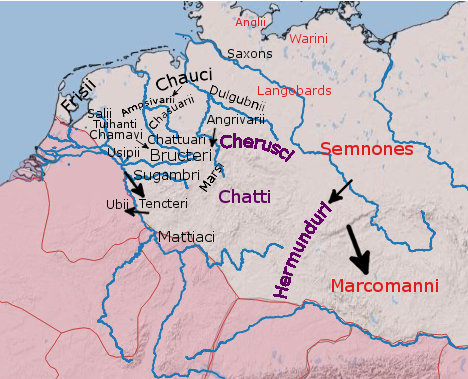
Přibližné pozice germánských kmenů dle řecko-římských autorů v 1. století. Svébské kmeny červeně, ostatní černě a Herminoni fialově.

Nejprve se o nich zmiňuje Julius Caesar v souvislosti s invazí do Galie pod vedením svébského náčelníka Ariovista během galských válek. Za vlády Augusta Svébové expandovali na jih na úkor galských kmenů a také ustupovali na před Římany na východ, kde se usadili v bezprostředních oblastech severně od Dunaje. V této době markomanský náčelník Marobud založil na území Čech první konfederaci germánských kmenů. Za vlády Marka Aurelia ve 2. století našeho letopočtu napadli Markomani pod tlakem východogermánských kmenů území Itálie.
Postupem času se Svébové přesunuli na jihozápad, do míst dnešního Německa. Zde se silně sblížili s Alamany a často s nimi podnikali válečné výpravy. S krizí třetího století se objevily nové svébské skupiny a Itálie znova čelila invazi, tentokrát Juthungů, zatímco Alamani pustošili Galii a osídlili území Agri Decumates. Alamani dále pokračovali v tlaku na Galii, zatímco alamanský náčelník Chrocus hrál důležitou roli při povýšení Konstantina Velikého na římského císaře.

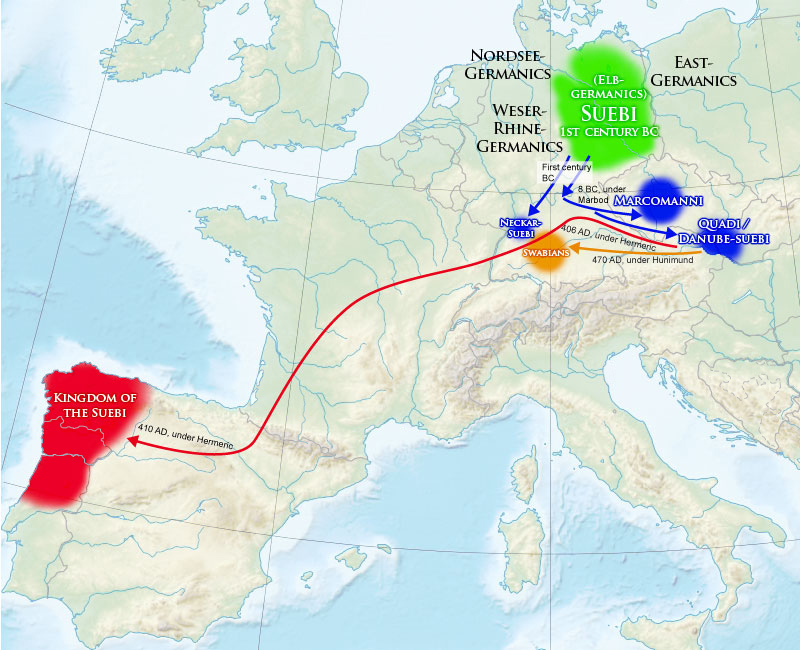
Svébové v Germánii (zelená), dunajští Svébové s Kvády (modrá), Svébské království v Galicii (červená), Suavia čili Švábsko (oranžová), mapa s vyznačenými trasami migrace.

Na konci 4. století mnoho Svébů pod tlakem Hunů migrovalo na západ. Roku 406 se většina Svébů připojila k Vandalům a Alanům při překračování římské hranice u Mohanu a podnikáni nájezdů do Galie. Svébové, kteří v roce 406 zůstali za hranicemi impéria, splynuli s Alamany, ačkoliv se dodnes oblast v Německu podle nich nazývá Švábsko.

### Království dunajských Svébů
V roce 454 bojoval syn svébského krále Hermericha Hunimund společně s Ardarichem proti Hunům v bitvě u Nedao. Poté Hunimund založil krátce trvající království na území Markomanů a Kvádů. Tento král dunajských Svébů v roce 469 společně s germánskými kmeny vedenými Alarichem, Ardarichem a Edekem utrpěl krvavou porážku v bitvě u Bolie proti ostrogótskému králi Theodemirovi. Po této bitvě Ostrogóti ovládli kvádské a skirské území. Hunimud uprchl do pohoří Harz. Svébové odešli do země, která vešla ve známost jako „Suavia“, čímž dali své jméno německému území Švábsko.
Bratrem Hunimunda byl Rechila, král Svébů na území Gallaecie nacházející se na severozápadě Pyrenejského poloostrova, kde se dnes nachází Asturie, provincie León a Galicie. Pravděpodobným Hunimundovým synem byl Agilulf, od nějž svůj původ odvozovala šlechtická rodina Agilolfingové.

### Svébská říše v Galicii
Zatímco se Vandalové s Alany na čas usadili v Gallaecii na severozápadě Pyrenejského poloostrova, svébské kmeny mířily stejným směrem. Vedené Hermerichem překročily Rýn a krátce na to se dostaly do Hispánie, kde jejich král Hermerich roku 409 založil Svébskou říši (latinsky Regnum Suevorum, Svébské neboli Galicijské království).

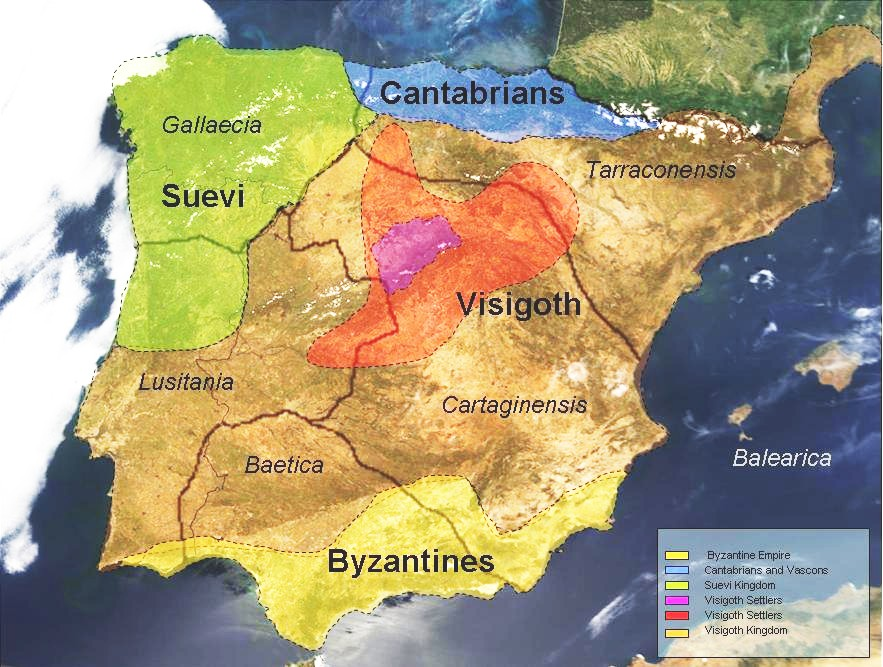
Pyrenejský poloostrov mezi lety 530 až 570, království Svébů (zeleně)

Během posledních let úpadku západořímské říše byl svébský generál Ricimer de facto jejím vládcem. Langobardi se později usadili v Itálii a založili Langobardské království. Alamani, Bavoři a Durynkové, kteří zůstali v Germánii, dali jména německým regionům Švábsko, Bavorsko a Durynsko. Má se za to, že Svébové zahrnují hornoněmeckou kulturu a dialekty převládající v jižním Německu, Švýcarsku a Rakousku.
Avšak v roce 416 přišli na Pyrenejský poloostrov Vizigóti, přičemž docházelo k příležitostním srážkám mezi Svéby. Svébové si zachovali samostatnost až do roku 585, kdy vizigótský král Leovigild Svéby napadl a porazil v bitvách u Bragy a Oporta. Svébský král Audeka se vzdal až o rok později. Poté jejich království splynulo s vizigótským.

## Svébští králové v Galicii

### První královská dynastie (409-456)
- Hermerich (409–438)
  - Heremigarius - král Lusitánie
- Rechila (438–448)
- Rechiar (448–456)
- Agiulf (456–457)

### Království během Svébské občanské války (457-469)
Občanská válka rozdělila království, kdy několik králů vládlo menším oblastem Galicie.
- Maldras (457–460) - po roce 457 v opozici vůči Framtovi
- Framta (457) - v opozici vůči Maldrovi
- Rechimund (457-464) - nástupce Framty
- Frumar (460–464) - nástupce Maldrase
- Remismund (464–469) - následník Frumara, sjednotitel Svébů

### Období temna (469–550)
Nejisté období během občánské války
- Hermenerich fl. cca 485
- Veremund fl. 535
- Theodemund fl. 6. století

### Poslední svébské období (550–585)
- Chararich (po cca 550–558/559)
- Ariamir (558/559–561/566)
- Theodemir (561/566–570)
- Miro (570–583)
- Eborich (583–584) - sesazen Audekou a umístěn do kláštera
- Audeka (583–585)[17] - sesazen Leovigildem a umístěn do kláštera
- Malarich (585-586) - v opozici, poražen a sesazen Leovigildem